# 松井淳 (外野手)
松井 淳（まつい じゅん、1987年11月27日 - ）は、神奈川県横浜市港南区出身の元プロ野球選手（外野手）。右投左打。現役時代は東京ヤクルトスワローズに所属していた。

## 経歴
横浜商大高時代は、田澤純一の1年後輩で甲子園出場経験はなし。高校通算46本塁打を記録。
高校卒業後は、日本大学国際関係学部に進学。静岡学生野球リーグでは2年春に打率.489で首位打者・ベストナイン・最優秀選手。続く東海地区リーグでも2試合連続本塁打を放ち、敢闘賞、ベストナインに輝く。これが評価され、日米大学野球の代表候補になった。大学通算5本塁打、28盗塁。県学生リーグでは3年秋ベストナイン、4年秋に最優秀選手。
2009年10月29日、プロ野球ドラフト会議で東京ヤクルトスワローズから5位指名を受けた。同野球部及び静岡学生野球リーグからは初の指名となる。また、同期の麻生知史もヤクルトに育成2位で指名された。11月24日に契約金3500万円、年俸800万円（金額は推定）で仮契約した。背番号57。

### プロ入り後
2011年6月14日、埼玉西武ライオンズ戦で一軍初出場を果たす。3回裏に代打で登場したが、三振に終わった。
2012年5月31日に一軍昇格。6月6日の対オリックス・バファローズ戦で2安打を放つと10日の対埼玉西武戦で牧田和久からプロ初本塁打。13日の対東北楽天ゴールデンイーグルス戦では田中将大から本塁打を放つなど交流戦で活躍。異色の経歴もあって各メディアで取り上げられるが守備面での不安と打撃不振により8月13日に登録抹消。再昇格後の8月30日の対広島東洋カープ戦で今村猛から同点本塁打を放つが、翌8月31日の打撃練習中に痛みを訴え、その後の検査で左手親指の靱帯を負傷していることが判明し、登録抹消。一軍で46試合に出場し、打率.287、本塁打5、15打点の活躍だった。
2013年は前年からの期待もあり開幕スタメンに名を連ねたが結果が残せず投手補充のため二軍落ちとなる。その後肉離れで一時離脱し、復帰後は二軍での調整が続いていたが、22試合97打席で12個というハイペースで死球を受け、6月に左尺骨骨折が発覚。9月25日に一軍に復帰したが、本塁打や打点は0に終わった。
2016年10月1日、戦力外通告を受け現役引退を表明した。12月2日、自由契約公示された。

### 現役引退後
ベースボール・チャレンジ・リーグの滋賀ユナイテッドベースボールクラブからコーチの誘いがあったが、野球とは別の道を選択し、外資系の保険会社であるジブラルタ生命保険に就職した。ただし、野球とも関わっていきたい意向を示しており、引退後に学生野球資格回復制度の研修も受講している。
就職後も時間を見つけては神宮球場でヤクルト戦を観戦しているといい、2019年1月にはかつての自主トレ仲間であった山田哲人や川端慎吾、荒木貴裕らの合同自主トレに手伝いとして参加したことが日刊スポーツの番記者コラムで取り上げられた。

## 選手としての特徴・人物
長打力が武器であり、フルスイングを信条としている。また、50m走のタイム6秒0の俊足と遠投110mの強肩も魅力。
入団3年目の2012年に短期間ながら活躍したが、これは当時二軍コーチの淡口憲治とともに打撃フォームの改造に取り組んだことが功を奏したものである。
目標とする選手象は岩村明憲の勝負強い打撃。
愛称は「マッちゃん」、「マツジュン」、「エネゴリくん」。また、大学時代は「日大国際のゴジラ」の異名を持っていた。
趣味・特技はカードマジック。
好きな漫画は「こちら葛飾区亀有公園前派出所」。好きな登場キャラクターは主人公・両津勘吉。

## 詳細情報

### 年度別打撃成績
| 年 度    | 球 団    | 試 合 | 打 席 | 打 数 | 得 点 | 安 打 | 二 塁 打 | 三 塁 打 | 本 塁 打 | 塁 打 | 打 点 | 盗 塁 | 盗 塁 死 | 犠 打 | 犠 飛 | 四 球 | 敬 遠 | 死 球 | 三 振 | 併 殺 打 | 打 率 | 出 塁 率 | 長 打 率 | O P S |
| -------- | -------- | ----- | ----- | ----- | ----- | ----- | -------- | -------- | -------- | ----- | ----- | ----- | -------- | ----- | ----- | ----- | ----- | ----- | ----- | -------- | ----- | -------- | -------- | ----- |
| 2011     | ヤクルト | 2     | 2     | 2     | 0     | 0     | 0        | 0        | 0        | 0     | 0     | 0     | 0        | 0     | 0     | 0     | 0     | 0     | 2     | 0        | .000  | .000     | .000     | .000  |
| 2012     | ヤクルト | 46    | 150   | 143   | 15    | 41    | 8        | 1        | 5        | 66    | 15    | 1     | 1        | 0     | 0     | 6     | 1     | 1     | 26    | 5        | .287  | .320     | .462     | .782  |
| 2013     | ヤクルト | 11    | 32    | 30    | 1     | 7     | 1        | 0        | 0        | 8     | 0     | 0     | 1        | 0     | 0     | 1     | 1     | 1     | 8     | 0        | .233  | .281     | .267     | .548  |
| 2014     | ヤクルト | 10    | 26    | 25    | 1     | 6     | 3        | 0        | 0        | 9     | 1     | 0     | 0        | 0     | 0     | 1     | 0     | 0     | 8     | 1        | .240  | .269     | .360     | .629  |
| 2015     | ヤクルト | 7     | 13    | 12    | 1     | 2     | 0        | 0        | 0        | 2     | 0     | 0     | 0        | 0     | 0     | 0     | 0     | 1     | 3     | 0        | .167  | .231     | .167     | .397  |
| 2016     | ヤクルト | 2     | 5     | 3     | 0     | 1     | 0        | 0        | 0        | 1     | 0     | 0     | 0        | 0     | 0     | 1     | 0     | 1     | 0     | 0        | .333  | .600     | .333     | .933  |
| NPB：6年 | NPB：6年 | 78    | 228   | 215   | 18    | 57    | 12       | 1        | 5        | 86    | 16    | 1     | 2        | 0     | 0     | 9     | 2     | 4     | 47    | 6        | .265  | .307     | .400     | .707  |

### 年度別守備成績
| 年 度 | 球 団    | 外野  | 外野  | 外野  | 外野  | 外野  | 外野     | 一塁  | 一塁  | 一塁  | 一塁  | 一塁  | 一塁     |
| 年 度 | 球 団    | 試 合 | 刺 殺 | 補 殺 | 失 策 | 併 殺 | 守 備 率 | 試 合 | 刺 殺 | 補 殺 | 失 策 | 併 殺 | 守 備 率 |
| ----- | -------- | ----- | ----- | ----- | ----- | ----- | -------- | ----- | ----- | ----- | ----- | ----- | -------- |
| 2012  | ヤクルト | 44    | 60    | 3     | 3     | 0     | .955     | -     | -     | -     | -     | -     | -        |
| 2013  | ヤクルト | 8     | 7     | 2     | 0     | 0     | 1.000    | 2     | 14    | 1     | 0     | 1     | 1.000    |
| 2014  | ヤクルト | 7     | 8     | 0     | 0     | 0     | 1.000    | -     | -     | -     | -     | -     | -        |
| 2015  | ヤクルト | 4     | 1     | 0     | 0     | 0     | 1.000    | -     | -     | -     | -     | -     | -        |
| 2016  | ヤクルト | 1     | 2     | 0     | 0     | 0     | 1.000    | 1     | 2     | 0     | 0     | 0     | 1.000    |
| 通算  | 通算     | 64    | 78    | 5     | 3     | 0     | .965     | 3     | 16    | 1     | 0     | 1     | 1.000    |

### 記録
- 初出場：2011年6月14日、対埼玉西武ライオンズ3回戦（明治神宮野球場）、3回裏に山岸穣の代打で出場
- 初打席：同上、3回裏に岸孝之の前に空振り三振
- 初先発出場：2012年6月2日、対福岡ソフトバンクホークス3回戦（福岡Yahoo! JAPANドーム）、9番・指名打者で先発出場
- 初安打：2012年6月6日、対オリックス・バファローズ4回戦（京セラドーム大阪）、3回表に木佐貫洋から右前安打
- 初盗塁：同上、3回表に二盗（投手：木佐貫洋、捕手：鈴木郁洋）
- 初打点：2012年6月8日、対千葉ロッテマリーンズ3回戦（明治神宮野球場）、5回裏に宮出隆自の代打で出場、中郷大樹から中前適時打
- 初本塁打：2012年6月10日、対埼玉西武ライオンズ3回戦（明治神宮野球場）、5回裏に牧田和久から中越ソロ

### 背番号
- 57 （2010年 - 2016年）